# ケンタッキー州選出のアメリカ合衆国上院議員
以下は、ケンタッキー州選出のアメリカ合衆国上院議員の一覧である。
ケンタッキー州は、 1792年6月1日に連邦に加わった。ケンタッキー州は第2部と第3部に属する上院議員を選出している。現在のケンタッキー州選出の上院議員はミッチ・マコーネルとランド・ポールである。

## 上院議員一覧
| 第2部 第2部の上院議員は西暦年を6で除算したときの剰余が3と等しい年が任期末である。最近では1996年, 2002年, 2008年, 2014年,2020年に改選されている。次の選挙は2026年を予定している。 | 第2部 第2部の上院議員は西暦年を6で除算したときの剰余が3と等しい年が任期末である。最近では1996年, 2002年, 2008年, 2014年,2020年に改選されている。次の選挙は2026年を予定している。 | 第2部 第2部の上院議員は西暦年を6で除算したときの剰余が3と等しい年が任期末である。最近では1996年, 2002年, 2008年, 2014年,2020年に改選されている。次の選挙は2026年を予定している。 | 第2部 第2部の上院議員は西暦年を6で除算したときの剰余が3と等しい年が任期末である。最近では1996年, 2002年, 2008年, 2014年,2020年に改選されている。次の選挙は2026年を予定している。 | 第2部 第2部の上院議員は西暦年を6で除算したときの剰余が3と等しい年が任期末である。最近では1996年, 2002年, 2008年, 2014年,2020年に改選されている。次の選挙は2026年を予定している。 | 第2部 第2部の上院議員は西暦年を6で除算したときの剰余が3と等しい年が任期末である。最近では1996年, 2002年, 2008年, 2014年,2020年に改選されている。次の選挙は2026年を予定している。 | 議会                                                              | 第3部 第3部の上院議員は西暦年を6で除算したときの剰余が5と等しい年が任期末である。最近では1998年, 2004年,2010年, 2016年に改選されている。次の選挙は2022年を予定している。 | 第3部 第3部の上院議員は西暦年を6で除算したときの剰余が5と等しい年が任期末である。最近では1998年, 2004年,2010年, 2016年に改選されている。次の選挙は2022年を予定している。 | 第3部 第3部の上院議員は西暦年を6で除算したときの剰余が5と等しい年が任期末である。最近では1998年, 2004年,2010年, 2016年に改選されている。次の選挙は2022年を予定している。 | 第3部 第3部の上院議員は西暦年を6で除算したときの剰余が5と等しい年が任期末である。最近では1998年, 2004年,2010年, 2016年に改選されている。次の選挙は2022年を予定している。 | 第3部 第3部の上院議員は西暦年を6で除算したときの剰余が5と等しい年が任期末である。最近では1998年, 2004年,2010年, 2016年に改選されている。次の選挙は2022年を予定している。 | 第3部 第3部の上院議員は西暦年を6で除算したときの剰余が5と等しい年が任期末である。最近では1998年, 2004年,2010年, 2016年に改選されている。次の選挙は2022年を予定している。 |
| # | 氏名 | 所属政党 | 在職期間 | 選挙歴 | 任期 | 議会                                                              | 任期 | 選挙歴 | 在職期間 | 所属政党 | 氏名 | # |
| 1 | ジョン・ブラウン | 反 政府党 | 1792年6月18日 – 1805年3月3日 | 1792年選出 | 1 | 2                                                                 | 1 | 1792年選出 引退 or 再選に失敗 | 1792年6月18日 – 1795年3月3日 | 反政府党 | ジョン・エドワーズ | 1 |
| 1 | ジョン・ブラウン | 反 政府党 | 1792年6月18日 – 1805年3月3日 | 1792年再選 | 2 | 3                                                                 | 1 | 1792年選出 引退 or 再選に失敗 | 1792年6月18日 – 1795年3月3日 | 反政府党 | ジョン・エドワーズ | 1 |
| 1 | ジョン・ブラウン | 民主 共和党 | 1792年6月18日 – 1805年3月3日 | 1792年再選 | 2 | 4                                                                 | 2 | 1794年選出 再選に失敗 | 1795年3月4日 – 1801年3月3日 | 連邦党 | ハンフリー・マーシャル | 2 |
| 1 | ジョン・ブラウン | 民主 共和党 | 1792年6月18日 – 1805年3月3日 | 1792年再選 | 2 | 5                                                                 | 2 | 1794年選出 再選に失敗 | 1795年3月4日 – 1801年3月3日 | 連邦党 | ハンフリー・マーシャル | 2 |
| 1 | ジョン・ブラウン | 民主 共和党 | 1792年6月18日 – 1805年3月3日 | 1799年再選 再選に失敗 | 3 | 6                                                                 | 2 | 1794年選出 再選に失敗 | 1795年3月4日 – 1801年3月3日 | 連邦党 | ハンフリー・マーシャル | 2 |
| 1 | ジョン・ブラウン | 民主 共和党 | 1792年6月18日 – 1805年3月3日 | 1799年再選 再選に失敗 | 3 | 7                                                                 | 3 | 1801年選出 司法長官就任のため辞職 | 1801年3月4日 – 1805年8月7日 | 民主共和党 | ジョン・ブレッキンリッジ | 3 |
| 1 | ジョン・ブラウン | 民主 共和党 | 1792年6月18日 – 1805年3月3日 | 1799年再選 再選に失敗 | 3 | 8                                                                 | 3 | 1801年選出 司法長官就任のため辞職 | 1801年3月4日 – 1805年8月7日 | 民主共和党 | ジョン・ブレッキンリッジ | 3 |
| 2 | バックナー・スラストン | 民主 共和党 | 1805年3月4日 – 1809年12月18日 | 選出年不明 巡回裁判所判事就任のため辞職 | 4 | 9                                                                 | 3 | 1801年選出 司法長官就任のため辞職 | 1801年3月4日 – 1805年8月7日 | 民主共和党 | ジョン・ブレッキンリッジ | 3 |
| 2 | バックナー・スラストン | 民主 共和党 | 1805年3月4日 – 1809年12月18日 | 選出年不明 巡回裁判所判事就任のため辞職 | 4 | 9                                                                 | 3 | | 1805年8月7日 – 1805年11月8日 | 空席 | 空席 | 空席 |
| 2 | バックナー・スラストン | 民主 共和党 | 1805年3月4日 – 1809年12月18日 | 選出年不明 巡回裁判所判事就任のため辞職 | 4 | 9                                                                 | 3 | ブレッキンリッジの任期を満了するため選出 アーロン・バーの陰謀に連座して辞職, 再選に失敗                                                                                  | 1805年11月8日 – 1806年11月18日 | 民主共和党 | ジョン・アデア | 4 |
| 2 | バックナー・スラストン | 民主 共和党 | 1805年3月4日 – 1809年12月18日 | 選出年不明 巡回裁判所判事就任のため辞職 | 4 | 9                                                                 | 3 | アデアの任期を満了するため選出, 選出時憲法に規定する30歳に到達していなかった 引退 or 再選に失敗                                                                          | 1806年11月19日 – 1807年3月3日 | 民主共和党 | ヘンリー・クレイ | 5 |
| 2 | バックナー・スラストン | 民主 共和党 | 1805年3月4日 – 1809年12月18日 | 選出年不明 巡回裁判所判事就任のため辞職 | 4 | 10                                                                | 4 | 選出年不明 引退 or 再選に失敗 | 1807年3月4日 – 1813年3月3日 | 民主共和党 | ジョン・ポープ | 6 |
| 2 | バックナー・スラストン | 民主 共和党 | 1805年3月4日 – 1809年12月18日 | 選出年不明 巡回裁判所判事就任のため辞職 | 4 | 11                                                                | 4 | 選出年不明 引退 or 再選に失敗 | 1807年3月4日 – 1813年3月3日 | 民主共和党 | ジョン・ポープ | 6 |
| 空席 | 空席 | 空席 | 1809年12月18日 – 1810年1月10日 | | 4 |                                                                   | 4 | 選出年不明 引退 or 再選に失敗 | 1807年3月4日 – 1813年3月3日 | 民主共和党 | ジョン・ポープ | 6 |
| 3 | ヘンリー・クレイ | 民主 共和党 | 1810年1月10日 – 1811年3月3日 | スラストンの任期を満了するため任命 引退 | 4 |                                                                   | 4 | 選出年不明 引退 or 再選に失敗 | 1807年3月4日 – 1813年3月3日 | 民主共和党 | ジョン・ポープ | 6 |
| 4 | ジョージ・ビブ | 民主 共和党 | 1811年3月4日 – 1814年8月23日 | 1811年選出 辞職 | 5 | 12                                                                | 4 | 選出年不明 引退 or 再選に失敗 | 1807年3月4日 – 1813年3月3日 | 民主共和党 | ジョン・ポープ | 6 |
| 4 | ジョージ・ビブ | 民主 共和党 | 1811年3月4日 – 1814年8月23日 | 1811年選出 辞職 | 5 | 13                                                                | 5 | 選出年不明 辞職 | 1813年3月4日 – 1814年12月24日 | 民主共和党 | ジェシー・ブレッドソウ | 7 |
| 空席 | 空席 | 空席 | 1814年8月23日 – 1814年8月30日 | | 5 | 13                                                                | 5 | 選出年不明 辞職 | 1813年3月4日 – 1814年12月24日 | 民主共和党 | ジェシー・ブレッドソウ | 7 |
| 5 | ジョージ・ウォーカー | 民主 共和党 | 1814年8月30日 – 1814年12月16日 | ビブの任期を引き継ぐため任命 後継が議員資格取得 | 5 | 13                                                                | 5 | 選出年不明 辞職 | 1813年3月4日 – 1814年12月24日 | 民主共和党 | ジェシー・ブレッドソウ | 7 |
| 6 | ウィリアム・テイラー・バリー | 民主 共和党 | 1814年12月16日 – 1816年5月1日 | ビブの任期を満了するため選出 州巡回裁判所判事就任のため辞職 | 5 | 13                                                                | 5 | 選出年不明 辞職 | 1813年3月4日 – 1814年12月24日 | 民主共和党 | ジェシー・ブレッドソウ | 7 |
| 6 | ウィリアム・テイラー・バリー | 民主 共和党 | 1814年12月16日 – 1816年5月1日 | ビブの任期を満了するため選出 州巡回裁判所判事就任のため辞職 | 5 | 13                                                                | 5 | | 1814年12月24日 – 1815年2月2日 | 空席 | 空席 | 空席 |
| 6 | ウィリアム・テイラー・バリー | 民主 共和党 | 1814年12月16日 – 1816年5月1日 | ビブの任期を満了するため選出 州巡回裁判所判事就任のため辞職 | 5 | 13                                                                | 5 | ブレッドソウの任期を満了するため選出 引退 or 再選に失敗 | 1815年2月2日 – 1819年3月3日 | 民主共和党 | アイシャム・タルボット | 8 |
| 6 | ウィリアム・テイラー・バリー | 民主 共和党 | 1814年12月16日 – 1816年5月1日 | ビブの任期を満了するため選出 州巡回裁判所判事就任のため辞職 | 5 | 14                                                                | 5 | ブレッドソウの任期を満了するため選出 引退 or 再選に失敗 | 1815年2月2日 – 1819年3月3日 | 民主共和党 | アイシャム・タルボット | 8 |
| 空席 | 空席 | 空席 | 1816年5月1日 – 1816年11月3日 | | 5 |                                                                   | 5 | ブレッドソウの任期を満了するため選出 引退 or 再選に失敗 | 1815年2月2日 – 1819年3月3日 | 民主共和党 | アイシャム・タルボット | 8 |
| 7 | マーティン・D・ハーディン | 連邦党 | 1816年11月3日 – 1817年3月3日 | バリーの任期を引き継ぐため任命 1816年12月5日バリーの任期を満了するため選出 引退 or 再選に失敗                                                                                    | 5 |                                                                   | 5 | ブレッドソウの任期を満了するため選出 引退 or 再選に失敗 | 1815年2月2日 – 1819年3月3日 | 民主共和党 | アイシャム・タルボット | 8 |
| 8 | ジョン・クリッテンデン | 民主 共和党 | 1817年3月4日 – 1819年3月3日 | 1817年選出 辞職 | 6 | 15                                                                | 5 | ブレッドソウの任期を満了するため選出 引退 or 再選に失敗 | 1815年2月2日 – 1819年3月3日 | 民主共和党 | アイシャム・タルボット | 8 |
| 空席 | 空席 | 空席 | 1819年3月3日 – 1819年12月10日 | | 6 | 16                                                                | 6 | 選出年不明 知事選出馬のため辞職 | 1819年3月4日 – 1820年3月28日 | 民主共和党 | ウィリアム・ローガン | 9 |
| 9 | リチャード・M・ジョンソン | 民主 共和党 | 1819年12月10日 – 1829年3月3日 | ローガンの任期を満了するため選出 | 6 | 16                                                                | 6 | 選出年不明 知事選出馬のため辞職 | 1819年3月4日 – 1820年3月28日 | 民主共和党 | ウィリアム・ローガン | 9 |
| 9 | リチャード・M・ジョンソン | 民主 共和党 | 1819年12月10日 – 1829年3月3日 | ローガンの任期を満了するため選出 | 6 | 16                                                                | 6 | | 1820年5月28日 – 1820年10月19日 | 空席 | 空席 | 空席 |
| 9 | リチャード・M・ジョンソン | 民主 共和党 | 1819年12月10日 – 1829年3月3日 | ローガンの任期を満了するため選出 | 6 | 16                                                                | 6 | ローガンの任期を満了するため選出 引退 or 再選に失敗 | 1820年10月19日– 1825年3月3日 | 民主共和党 | アイシャム・タルボット | 10 |
| 9 | リチャード・M・ジョンソン | 民主 共和党 | 1819年12月10日 – 1829年3月3日 | ローガンの任期を満了するため選出 | 6 | 17                                                                | 6 | ローガンの任期を満了するため選出 引退 or 再選に失敗 | 1820年10月19日– 1825年3月3日 | 民主共和党 | アイシャム・タルボット | 10 |
| 9 | リチャード・M・ジョンソン | ジャクソン 民主共和党 | 1819年12月10日 – 1829年3月3日 | 1823年再選 再選に失敗 | 7 | 18                                                                | 6 | ローガンの任期を満了するため選出 引退 or 再選に失敗 | 1820年10月19日– 1825年3月3日 | アダムス・クレイ民主共和党 | アイシャム・タルボット | 10 |
| 9 | リチャード・M・ジョンソン | ジャクソニアン党 | 1819年12月10日 – 1829年3月3日 | 1823年再選 再選に失敗 | 7 | 19                                                                | 7 | 選出年不明 引退 or 再選に失敗 | 1825年3月4日 – 1831年3月3日 | ジャクソニアン党 | ジョン・ローワン | 11 |
| 9 | リチャード・M・ジョンソン | ジャクソニアン党 | 1819年12月10日 – 1829年3月3日 | 1823年再選 再選に失敗 | 7 | 20                                                                | 7 | 選出年不明 引退 or 再選に失敗 | 1825年3月4日 – 1831年3月3日 | ジャクソニアン党 | ジョン・ローワン | 11 |
| 10 | ジョージ・ビブ | ジャクソニアン党 | 1829年3月4日 – 1835年3月3日 | 1829年選出 引退 or 再選に失敗 | 8 | 21                                                                | 7 | 選出年不明 引退 or 再選に失敗 | 1825年3月4日 – 1831年3月3日 | ジャクソニアン党 | ジョン・ローワン | 11 |
| 10 | ジョージ・ビブ | ジャクソニアン党 | 1829年3月4日 – 1835年3月3日 | 1829年選出 引退 or 再選に失敗 | 8 | 22                                                                | 8 | | 1831年3月4日 – 1831年11月10日 | 空席 | 空席 | 空席 |
| 10 | ジョージ・ビブ | ジャクソニアン党 | 1829年3月4日 – 1835年3月3日 | 1829年選出 引退 or 再選に失敗 | 8 | 22                                                                | 8 | 1831年選出 | 1831年11月10日 – 1842年3月31日 | 反 ジャクソニアン党 | ヘンリー・クレイ | 12 |
| 10 | ジョージ・ビブ | ジャクソニアン党 | 1829年3月4日 – 1835年3月3日 | 1829年選出 引退 or 再選に失敗 | 8 | 23                                                                | 8 | 1831年選出 | 1831年11月10日 – 1842年3月31日 | 反 ジャクソニアン党 | ヘンリー・クレイ | 12 |
| 11 | ジョン・クリッテンデン | 反 ジャクソニアン党 | 1835年3月4日 – 1841年3月3日 | 1835年選出 引退 | 9 | 24                                                                | 8 | 1831年選出 | 1831年11月10日 – 1842年3月31日 | 反 ジャクソニアン党 | ヘンリー・クレイ | 12 |
| 11 | ジョン・クリッテンデン | ホイッグ党 | 1835年3月4日 – 1841年3月3日 | 1835年選出 引退 | 9 | 25                                                                | 9 | 1836年再選 辞職 | 1831年11月10日 – 1842年3月31日 | ホイッグ党 | ヘンリー・クレイ | 12 |
| 11 | ジョン・クリッテンデン | ホイッグ党 | 1835年3月4日 – 1841年3月3日 | 1835年選出 引退 | 9 | 26                                                                | 9 | 1836年再選 辞職 | 1831年11月10日 – 1842年3月31日 | ホイッグ党 | ヘンリー・クレイ | 12 |
| 12 | ジェイムズ・T・モアヘッド | ホイッグ党 | 1841年3月4日 – 1847年3月3日 | 1841年選出 引退 or 再選に失敗 | 10 | 27                                                                | 9 | 1836年再選 辞職 | 1831年11月10日 – 1842年3月31日 | ホイッグ党 | ヘンリー・クレイ | 12 |
| 12 | ジェイムズ・T・モアヘッド | ホイッグ党 | 1841年3月4日 – 1847年3月3日 | 1841年選出 引退 or 再選に失敗 | 10 | 27                                                                | 9 | クレイの任期を満了するため選出 | 1842年3月31日 – 1848年6月12日 | ホイッグ党 | ジョン・クリッテンデン | 13 |
| 12 | ジェイムズ・T・モアヘッド | ホイッグ党 | 1841年3月4日 – 1847年3月3日 | 1841年選出 引退 or 再選に失敗 | 10 | 28                                                                | 10 | 1843年再選 ケンタッキー州知事就任のため辞職 | 1842年3月31日 – 1848年6月12日 | ホイッグ党 | ジョン・クリッテンデン | 13 |
| 12 | ジェイムズ・T・モアヘッド | ホイッグ党 | 1841年3月4日 – 1847年3月3日 | 1841年選出 引退 or 再選に失敗 | 10 | 29                                                                | 10 | 1843年再選 ケンタッキー州知事就任のため辞職 | 1842年3月31日 – 1848年6月12日 | ホイッグ党 | ジョン・クリッテンデン | 13 |
| 13 | ジョーゼフ・R・アンダーウッド | ホイッグ党 | 1847年3月4日 – 1853年3月3日 | 選出年不明 引退. | 11 | 30                                                                | 10 | 1843年再選 ケンタッキー州知事就任のため辞職 | 1842年3月31日 – 1848年6月12日 | ホイッグ党 | ジョン・クリッテンデン | 13 |
| 13 | ジョーゼフ・R・アンダーウッド | ホイッグ党 | 1847年3月4日 – 1853年3月3日 | 選出年不明 引退. | 11 | 30                                                                | 10 | | 1848年6月12日 – 1848年6月23日 | 空席 | 空席 | 空席 |
| 13 | ジョーゼフ・R・アンダーウッド | ホイッグ党 | 1847年3月4日 – 1853年3月3日 | 選出年不明 引退. | 11 | 30                                                                | 10 | クリッテンデンの任期を引き継ぐため任命 1849年1月3日クリッテンデンの任期を満了するため選出 引退 or 再選に失敗                                                             | 1848年6月23日 – 1849年3月3日 | ホイッグ党 | トマス・メトカーフ | 14 |
| 13 | ジョーゼフ・R・アンダーウッド | ホイッグ党 | 1847年3月4日 – 1853年3月3日 | 選出年不明 引退. | 11 | 31                                                                | 11 | 1849年選出 死去 | 1849年3月4日 – 1852年6月24日 | ホイッグ党 | ヘンリー・クレイ | 15 |
| 13 | ジョーゼフ・R・アンダーウッド | ホイッグ党 | 1847年3月4日 – 1853年3月3日 | 選出年不明 引退. | 11 | 32                                                                | 11 | 1849年選出 死去 | 1849年3月4日 – 1852年6月24日 | ホイッグ党 | ヘンリー・クレイ | 15 |
| 13 | ジョーゼフ・R・アンダーウッド | ホイッグ党 | 1847年3月4日 – 1853年3月3日 | 選出年不明 引退. | 11 |                                                                   | 11 | 1852年6月24日 – 1852年7月6日 | 空席 | 空席 | 空席 | |
| 13 | ジョーゼフ・R・アンダーウッド | ホイッグ党 | 1847年3月4日 – 1853年3月3日 | 選出年不明 引退. | 11 | クレイの任期を引き継ぐため選出 選出された後継が資格を得た時に引退 | 11 | July 6, 1852 – 1852年8月31日 | 民主党 | デイヴィッド・メリウェザー | 16 | |
| 13 | ジョーゼフ・R・アンダーウッド | ホイッグ党 | 1847年3月4日 – 1853年3月3日 | 選出年不明 引退. | 11 | クレイの任期を満了するため選出 引退                               | 11 | 1852年9月1日 – 1855年3月3日 | ホイッグ党 | アーチボルド・ディクソン | 17 | |
| 14 | ジョン・B・トンプソン | ノーナッシング党 | 1853年3月4日 – 1859年3月3日 | 選出年不明 引退 or 再選に失敗 | 12 | クレイの任期を満了するため選出 引退                               | 11 | 1852年9月1日 – 1855年3月3日 | ホイッグ党 | アーチボルド・ディクソン | 17 | 33 |
| 14 | ジョン・B・トンプソン | ノーナッシング党 | 1853年3月4日 – 1859年3月3日 | 選出年不明 引退 or 再選に失敗 | 12 | 34                                                                | 12 | 1853年選出 引退 | 1855年3月4日– 1861年3月3日 | ホイッグ党 | ジョン・クリッテンデン | 18 |
| 14 | ジョン・B・トンプソン | ノーナッシング党 | 1853年3月4日 – 1859年3月3日 | 選出年不明 引退 or 再選に失敗 | 12 | 35                                                                | 12 | 1853年選出 引退 | 1855年3月4日– 1861年3月3日 | ノーナッシング党 | ジョン・クリッテンデン | 18 |
| 15 | ラザラス・W・パウェル | 民主党 | 1859年3月4日 – 1865年3月3日 | 1858年選出 引退 or 再選に失敗 | 13 | 36                                                                | 12 | 1853年選出 引退 | 1855年3月4日– 1861年3月3日 | ノーナッシング党 | ジョン・クリッテンデン | 18 |
| 15 | ラザラス・W・パウェル | 民主党 | 1859年3月4日 – 1865年3月3日 | 1858年選出 引退 or 再選に失敗 | 13 | 37                                                                | 13 | 1859年選出 アメリカ連合国支援のため罷免 | 1861年3月4日 – 1861年12月4日 | 民主党 | ジョン・ブレッキンリッジ | 19 |
| 15 | ラザラス・W・パウェル | 民主党 | 1859年3月4日 – 1865年3月3日 | 1858年選出 引退 or 再選に失敗 | 13 | 37                                                                | 13 | | 1861年12月4日 – 1861年12月10日 | 空席 | 空席 | 空席 |
| 15 | ラザラス・W・パウェル | 民主党 | 1859年3月4日 – 1865年3月3日 | 1858年選出 引退 or 再選に失敗 | 13 | 37                                                                | 13 | ブレッキンリッジの任期を満了するため選出 | 1861年12月10日 – 1872年9月22日 | 統一民主党 | ギャレット・デイヴィス | 20 |
| 15 | ラザラス・W・パウェル | 民主党 | 1859年3月4日 – 1865年3月3日 | 1858年選出 引退 or 再選に失敗 | 13 | 38                                                                | 13 | ブレッキンリッジの任期を満了するため選出 | 1861年12月10日 – 1872年9月22日 | 統一民主党 | ギャレット・デイヴィス | 20 |
| 16 | ジェイムズ・ガスリー | 民主党 | 1865年3月4日 – 1868年2月7日 | 1865年選出 病気のため辞職 | 14 | 39                                                                | 13 | ブレッキンリッジの任期を満了するため選出 | 1861年12月10日 – 1872年9月22日 | 統一民主党 | ギャレット・デイヴィス | 20 |
| 16 | ジェイムズ・ガスリー | 民主党 | 1865年3月4日 – 1868年2月7日 | 1865年選出 病気のため辞職 | 14 | 40                                                                | 14 | 1867年再選 死去 | 1861年12月10日 – 1872年9月22日 | 民主党 | ギャレット・デイヴィス | 20 |
| 空席 | 空席 | 空席 | 1868年2月7日 – 1868年2月19日 | | 14 | 40                                                                | 14 | 1867年再選 死去 | 1861年12月10日 – 1872年9月22日 | 民主党 | ギャレット・デイヴィス | 20 |
| 17 | トマス・マクレリー | 民主党 | 1868年2月19日 – 1871年3月3日 | ガスリーの任期を満了するため選出 再選に失敗 | 14 | 40                                                                | 14 | 1867年再選 死去 | 1861年12月10日 – 1872年9月22日 | 民主党 | ギャレット・デイヴィス | 20 |
| 17 | トマス・マクレリー | 民主党 | 1868年2月19日 – 1871年3月3日 | ガスリーの任期を満了するため選出 再選に失敗 | 14 | 41                                                                | 14 | 1867年再選 死去 | 1861年12月10日 – 1872年9月22日 | 民主党 | ギャレット・デイヴィス | 20 |
| 18 | ジョン・W・スティーブンソン | 民主党 | 1871年3月4日 – 1877年3月3日 | 1871年選出 引退 | 15 | 42                                                                | 14 | 1867年再選 死去 | 1861年12月10日 – 1872年9月22日 | 民主党 | ギャレット・デイヴィス | 20 |
| 18 | ジョン・W・スティーブンソン | 民主党 | 1871年3月4日 – 1877年3月3日 | 1871年選出 引退 | 15 | 42                                                                | 14 | | 1872年9月22日 – 1872年9月27日 | 空席 | 空席 | 空席 |
| 18 | ジョン・W・スティーブンソン | 民主党 | 1871年3月4日 – 1877年3月3日 | 1871年選出 引退 | 15 | 42                                                                | 14 | デイヴィスの任期を引き継ぐため任命 1873年1月21日デイヴィスの任期を満了するため選出 引退 or 再選に失敗                                                                    | 1872年9月27日 – 1873年3月3日 | 民主党 | ウィリス・B・マッケン | 21 |
| 18 | ジョン・W・スティーブンソン | 民主党 | 1871年3月4日 – 1877年3月3日 | 1871年選出 引退 | 15 | 43                                                                | 15 | 1872年選出 引退 | 1873年3月4日 – 1879年3月3日 | 民主党 | トマス・C・マクレリー | 22 |
| 18 | ジョン・W・スティーブンソン | 民主党 | 1871年3月4日 – 1877年3月3日 | 1871年選出 引退 | 15 | 44                                                                | 15 | 1872年選出 引退 | 1873年3月4日 – 1879年3月3日 | 民主党 | トマス・C・マクレリー | 22 |
| 19 | ジェイムズ・B・ベック | 民主党 | 1877年3月3日 – 1890年5月3日 | 1876年選出 | 16 | 45                                                                | 15 | 1872年選出 引退 | 1873年3月4日 – 1879年3月3日 | 民主党 | トマス・C・マクレリー | 22 |
| 19 | ジェイムズ・B・ベック | 民主党 | 1877年3月3日 – 1890年5月3日 | 1876年選出 | 16 | 46                                                                | 16 | 1879年選出 再選に失敗 | 1879年3月4日 – 1885年3月3日 | 民主党 | ジョン・スチュアート・ウィリアムズ | 23 |
| 19 | ジェイムズ・B・ベック | 民主党 | 1877年3月3日 – 1890年5月3日 | 1876年選出 | 16 | 47                                                                | 16 | 1879年選出 再選に失敗 | 1879年3月4日 – 1885年3月3日 | 民主党 | ジョン・スチュアート・ウィリアムズ | 23 |
| 19 | ジェイムズ・B・ベック | 民主党 | 1877年3月3日 – 1890年5月3日 | 1882年再選 | 17 | 48                                                                | 16 | 1879年選出 再選に失敗 | 1879年3月4日 – 1885年3月3日 | 民主党 | ジョン・スチュアート・ウィリアムズ | 23 |
| 19 | ジェイムズ・B・ベック | 民主党 | 1877年3月3日 – 1890年5月3日 | 1882年再選 | 17 | 49                                                                | 17 | 1884年選出 | 1885年3月4日 – 1897年3月3日 | 民主党 | ジョーゼフ・ブラックバーン | 24 |
| 19 | ジェイムズ・B・ベック | 民主党 | 1877年3月3日 – 1890年5月3日 | 1882年再選 | 17 | 50                                                                | 17 | 1884年選出 | 1885年3月4日 – 1897年3月3日 | 民主党 | ジョーゼフ・ブラックバーン | 24 |
| 19 | ジェイムズ・B・ベック | 民主党 | 1877年3月3日 – 1890年5月3日 | 1888年再選 死去 | 18 | 51                                                                | 17 | 1884年選出 | 1885年3月4日 – 1897年3月3日 | 民主党 | ジョーゼフ・ブラックバーン | 24 |
| 空席 | 空席 | 空席 | 1890年5月3日 – 1890年5月26日 | | 18 | 51                                                                | 17 | 1884年選出 | 1885年3月4日 – 1897年3月3日 | 民主党 | ジョーゼフ・ブラックバーン | 24 |
| 20 | ジョン・カーライル | 民主党 | 1890年5月26日 – 1893年2月4日 | ベックの任期を満了するため選出 辞職 | 18 | 51                                                                | 17 | 1884年選出 | 1885年3月4日 – 1897年3月3日 | 民主党 | ジョーゼフ・ブラックバーン | 24 |
| 20 | ジョン・カーライル | 民主党 | 1890年5月26日 – 1893年2月4日 | ベックの任期を満了するため選出 辞職 | 18 | 52                                                                | 18 | 1890年再選 再選に失敗 | 1885年3月4日 – 1897年3月3日 | 民主党 | ジョーゼフ・ブラックバーン | 24 |
| 空席 | 空席 | 空席 | 1893年2月4日 – 1893年2月15日 | | 18 | 52                                                                | 18 | 1890年再選 再選に失敗 | 1885年3月4日 – 1897年3月3日 | 民主党 | ジョーゼフ・ブラックバーン | 24 |
| 21 | ウィリアム・リンジー | 民主党 | 1893年2月15日 – 1901年3月3日 | カーライルの任期を満了するため選出 | 18 | 52                                                                | 18 | 1890年再選 再選に失敗 | 1885年3月4日 – 1897年3月3日 | 民主党 | ジョーゼフ・ブラックバーン | 24 |
| 21 | ウィリアム・リンジー | 民主党 | 1893年2月15日 – 1901年3月3日 | カーライルの任期を満了するため選出 | 18 | 53                                                                | 18 | 1890年再選 再選に失敗 | 1885年3月4日 – 1897年3月3日 | 民主党 | ジョーゼフ・ブラックバーン | 24 |
| 21 | ウィリアム・リンジー | 民主党 | 1893年2月15日 – 1901年3月3日 | 1894年1月17日再選 引退 | 19 | 54                                                                | 18 | 1890年再選 再選に失敗 | 1885年3月4日 – 1897年3月3日 | 民主党 | ジョーゼフ・ブラックバーン | 24 |
| 21 | ウィリアム・リンジー | 民主党 | 1893年2月15日 – 1901年3月3日 | 1894年1月17日再選 引退 | 19 | 55                                                                | 19 | 1897年選出 引退 | 1897年3月4日 – 1903年3月3日 | 共和党 | ウィリアム・J・デボウ | 25 |
| 21 | ウィリアム・リンジー | 民主党 | 1893年2月15日 – 1901年3月3日 | 1894年1月17日再選 引退 | 19 | 56                                                                | 19 | 1897年選出 引退 | 1897年3月4日 – 1903年3月3日 | 共和党 | ウィリアム・J・デボウ | 25 |
| 22 | ジョーゼフ・ブラックバーン | 民主党 | 1901年3月4日 – 1907年3月3日 | 1900年1月16日選出 再選に失敗 | 20 | 57                                                                | 19 | 1897年選出 引退 | 1897年3月4日 – 1903年3月3日 | 共和党 | ウィリアム・J・デボウ | 25 |
| 22 | ジョーゼフ・ブラックバーン | 民主党 | 1901年3月4日 – 1907年3月3日 | 1900年1月16日選出 再選に失敗 | 20 | 58                                                                | 20 | 1902年1月15日選出 再指名に失敗 | 1903年3月4日 – 1909年3月3日 | 民主党 | ジェイムズ・マクリアリー | 26 |
| 22 | ジョーゼフ・ブラックバーン | 民主党 | 1901年3月4日 – 1907年3月3日 | 1900年1月16日選出 再選に失敗 | 20 | 59                                                                | 20 | 1902年1月15日選出 再指名に失敗 | 1903年3月4日 – 1909年3月3日 | 民主党 | ジェイムズ・マクリアリー | 26 |
| 23 | トマス・H・ペインター | 民主党 | 1907年3月4日 – 1913年3月3日 | 1906年1月9日選出 引退 | 21 | 60                                                                | 20 | 1902年1月15日選出 再指名に失敗 | 1903年3月4日 – 1909年3月3日 | 民主党 | ジェイムズ・マクリアリー | 26 |
| 23 | トマス・H・ペインター | 民主党 | 1907年3月4日 – 1913年3月3日 | 1906年1月9日選出 引退 | 21 | 61                                                                | 21 | 1908年2月28日選出 死去 | 1909年3月4日 – 1914年5月23日 | 共和党 | ウィリアム・O・ブラッドリー | 27 |
| 23 | トマス・H・ペインター | 民主党 | 1907年3月4日 – 1913年3月3日 | 1906年1月9日選出 引退 | 21 | 62                                                                | 21 | 1908年2月28日選出 死去 | 1909年3月4日 – 1914年5月23日 | 共和党 | ウィリアム・O・ブラッドリー | 27 |
| 24 | オリー・M・ジェイムズ | 民主党 | 1913年3月4日 – 1918年8月28日 | 1912年1月16日選出 死去 | 22 | 63                                                                | 21 | 1908年2月28日選出 死去 | 1909年3月4日 – 1914年5月23日 | 共和党 | ウィリアム・O・ブラッドリー | 27 |
| 24 | オリー・M・ジェイムズ | 民主党 | 1913年3月4日 – 1918年8月28日 | 1912年1月16日選出 死去 | 22 | 63                                                                | 21 | | 1914年5月23日 – 1914年6月16日 | 空席 | 空席 | 空席 |
| 24 | オリー・M・ジェイムズ | 民主党 | 1913年3月4日 – 1918年8月28日 | 1912年1月16日選出 死去 | 22 | 63                                                                | 21 | ブラッドリーの任期を引き継ぐため任命 1914年11月3日ブラッドリーの任期を満了するため選出 引退                                                                              | 1914年6月16日 – 1915年3月3日 | 民主党 | ジョンソン・N・カンデン | 28 |
| 24 | オリー・M・ジェイムズ | 民主党 | 1913年3月4日 – 1918年8月28日 | 1912年1月16日選出 死去 | 22 | 64                                                                | 22 | 1914年選出 再選に失敗 | 1915年3月4日 – 1921年3月3日 | 民主党 | J・C・W・ベッカム | 29 |
| 24 | オリー・M・ジェイムズ | 民主党 | 1913年3月4日 – 1918年8月28日 | 1912年1月16日選出 死去 | 22 | 65                                                                | 22 | 1914年選出 再選に失敗 | 1915年3月4日 – 1921年3月3日 | 民主党 | J・C・W・ベッカム | 29 |
| 空席 | 空席 | 空席 | 1918年8月28日 – 1918年9月7日 | | 22 |                                                                   | 22 | 1914年選出 再選に失敗 | 1915年3月4日 – 1921年3月3日 | 民主党 | J・C・W・ベッカム | 29 |
| 25 | ジョージ・B・マーティン | 民主党 | 1918年9月7日 – 1919年3月3日 | ジェイムズの任期を満了するため任命 引退 | 22 |                                                                   | 22 | 1914年選出 再選に失敗 | 1915年3月4日 – 1921年3月3日 | 民主党 | J・C・W・ベッカム | 29 |
| 26 | オーガスタス・スタンレー | 民主党 | 1919年3月4日 – 1925年3月3日 | 1918年選出 上院議員に選出され資格を得ていたが、州知事在任のため1919年5月19日まで議席に就かず。 再選に失敗                                                                        | 23 | 66                                                                | 22 | 1914年選出 再選に失敗 | 1915年3月4日 – 1921年3月3日 | 民主党 | J・C・W・ベッカム | 29 |
| 26 | オーガスタス・スタンレー | 民主党 | 1919年3月4日 – 1925年3月3日 | 1918年選出 上院議員に選出され資格を得ていたが、州知事在任のため1919年5月19日まで議席に就かず。 再選に失敗                                                                        | 23 | 67                                                                | 23 | 1920年選出 再選に失敗 | 1921年3月4日 – 1927年3月3日 | 共和党 | リチャード・P・アーンスト | 30 |
| 26 | オーガスタス・スタンレー | 民主党 | 1919年3月4日 – 1925年3月3日 | 1918年選出 上院議員に選出され資格を得ていたが、州知事在任のため1919年5月19日まで議席に就かず。 再選に失敗                                                                        | 23 | 68                                                                | 23 | 1920年選出 再選に失敗 | 1921年3月4日 – 1927年3月3日 | 共和党 | リチャード・P・アーンスト | 30 |
| 27 | フレッド・M・サケット | 共和党 | 1925年3月4日 – 1930年1月9日 | 1924年選出 駐独大使に就任のため辞職 | 24 | 69                                                                | 23 | 1920年選出 再選に失敗 | 1921年3月4日 – 1927年3月3日 | 共和党 | リチャード・P・アーンスト | 30 |
| 27 | フレッド・M・サケット | 共和党 | 1925年3月4日 – 1930年1月9日 | 1924年選出 駐独大使に就任のため辞職 | 24 | 70                                                                | 24 | 1926年選出 | 1927年3月4日 – 1949年1月19日 | 民主党 | アルバン・W・バークリー | 31 |
| 27 | フレッド・M・サケット | 共和党 | 1925年3月4日 – 1930年1月9日 | 1924年選出 駐独大使に就任のため辞職 | 24 | 71                                                                | 24 | 1926年選出 | 1927年3月4日 – 1949年1月19日 | 民主党 | アルバン・W・バークリー | 31 |
| 空席 | 空席 | 空席 | 1930年1月9日 – 1930年1月11日 | | 24 |                                                                   | 24 | 1926年選出 | 1927年3月4日 – 1949年1月19日 | 民主党 | アルバン・W・バークリー | 31 |
| 28 | ジョン・M・ロブション | 共和党 | 1930年1月11日 – 1930年11月30日 | サケットの任期を引き継ぐため任命 再選に失敗 | 24 |                                                                   | 24 | 1926年選出 | 1927年3月4日 – 1949年1月19日 | 民主党 | アルバン・W・バークリー | 31 |
| 29 | ベン・M・ウィリアムソン | 民主党 | 1930年12月1日 – 1931年3月3日 | 1930年11月3日サケットの任期を満了するため選出 引退 | 24 |                                                                   | 24 | 1926年選出 | 1927年3月4日 – 1949年1月19日 | 民主党 | アルバン・W・バークリー | 31 |
| 30 | マーヴェル・M・ロウガン | 民主党 | 1931年3月4日 – 1939年10月3日 | 1930年選出 | 25 | 72                                                                | 24 | 1926年選出 | 1927年3月4日 – 1949年1月19日 | 民主党 | アルバン・W・バークリー | 31 |
| 30 | マーヴェル・M・ロウガン | 民主党 | 1931年3月4日 – 1939年10月3日 | 1930年選出 | 25 | 73                                                                | 25 | 1932年再選 | 1927年3月4日 – 1949年1月19日 | 民主党 | アルバン・W・バークリー | 31 |
| 30 | マーヴェル・M・ロウガン | 民主党 | 1931年3月4日 – 1939年10月3日 | 1930年選出 | 25 | 74                                                                | 25 | 1932年再選 | 1927年3月4日 – 1949年1月19日 | 民主党 | アルバン・W・バークリー | 31 |
| 30 | マーヴェル・M・ロウガン | 民主党 | 1931年3月4日 – 1939年10月3日 | 1936年再選 死去 | 26 | 75                                                                | 25 | 1932年再選 | 1927年3月4日 – 1949年1月19日 | 民主党 | アルバン・W・バークリー | 31 |
| 30 | マーヴェル・M・ロウガン | 民主党 | 1931年3月4日 – 1939年10月3日 | 1936年再選 死去 | 26 | 76                                                                | 26 | 1938年再選 | 1927年3月4日 – 1949年1月19日 | 民主党 | アルバン・W・バークリー | 31 |
| 空席 | 空席 | 空席 | 1939年10月3日 – 1939年10月10日 | | 26 | 76                                                                | 26 | 1938年再選 | 1927年3月4日 – 1949年1月19日 | 民主党 | アルバン・W・バークリー | 31 |
| 31 | ハッピー・チャンドラー | 民主党 | 1939年10月10日 – 1945年11月1日 | ローガンの任期を引き継ぐため任命 1940年11月5日ローガンの任期を満了するため選出.                                                                                                  | 26 | 76                                                                | 26 | 1938年再選 | 1927年3月4日 – 1949年1月19日 | 民主党 | アルバン・W・バークリー | 31 |
| 31 | ハッピー・チャンドラー | 民主党 | 1939年10月10日 – 1945年11月1日 | ローガンの任期を引き継ぐため任命 1940年11月5日ローガンの任期を満了するため選出.                                                                                                  | 26 | 77                                                                | 26 | 1938年再選 | 1927年3月4日 – 1949年1月19日 | 民主党 | アルバン・W・バークリー | 31 |
| 31 | ハッピー・チャンドラー | 民主党 | 1939年10月10日 – 1945年11月1日 | 1942年再選 MLBコミッショナー就任のため辞職 | 27 | 78                                                                | 26 | 1938年再選 | 1927年3月4日 – 1949年1月19日 | 民主党 | アルバン・W・バークリー | 31 |
| 31 | ハッピー・チャンドラー | 民主党 | 1939年10月10日 – 1945年11月1日 | 1942年再選 MLBコミッショナー就任のため辞職 | 27 | 79                                                                | 27 | 1944年再選 副大統領就任のため辞職 | 1927年3月4日 – 1949年1月19日 | 民主党 | アルバン・W・バークリー | 31 |
| 空席 | 空席 | 空席 | 1945年11月1日 – 1945年11月19日 | | 27 | 79                                                                | 27 | 1944年再選 副大統領就任のため辞職 | 1927年3月4日 – 1949年1月19日 | 民主党 | アルバン・W・バークリー | 31 |
| 32 | ウィリアム・A・スタンフィル | 共和党 | 1945年11月19日 – 1946年11月5日 | チャンドラーの任期を引き継ぐため任命 引退 | 27 | 79                                                                | 27 | 1944年再選 副大統領就任のため辞職 | 1927年3月4日 – 1949年1月19日 | 民主党 | アルバン・W・バークリー | 31 |
| 33 | ジョン・シャーマン・クーパー | 共和党 | 1946年11月6日 – 1949年1月3日 | チャンドラーの任期を満了するため選出 再選に失敗 | 27 | 79                                                                | 27 | 1944年再選 副大統領就任のため辞職 | 1927年3月4日 – 1949年1月19日 | 民主党 | アルバン・W・バークリー | 31 |
| 33 | ジョン・シャーマン・クーパー | 共和党 | 1946年11月6日 – 1949年1月3日 | チャンドラーの任期を満了するため選出 再選に失敗 | 27 | 80                                                                | 27 | 1944年再選 副大統領就任のため辞職 | 1927年3月4日 – 1949年1月19日 | 民主党 | アルバン・W・バークリー | 31 |
| 33 | ジョン・シャーマン・クーパー | 共和党 | 1946年11月6日 – 1949年1月3日 | チャンドラーの任期を満了するため選出 再選に失敗 | 27 | バークリーの任期を引き継ぐため任命 特別選挙実施のため辞職         | 27 | 1949年1月20日 – 1950年11月26日 | 民主党 | ギャレット・L・ウィザーズ | 32 | |
| 34 | ヴァージル・チャップマン | 民主党 | 1949年1月3日 – 1951年3月8日 | 1948年選出 死去 | 28 | バークリーの任期を引き継ぐため任命 特別選挙実施のため辞職         | 27 | 1949年1月20日 – 1950年11月26日 | 民主党 | ギャレット・L・ウィザーズ | 32 | 81 |
| 34 | ヴァージル・チャップマン | 民主党 | 1949年1月3日 – 1951年3月8日 | 1948年選出 死去 | 28 | バークリーの任期を満了するため選出。選出時、次の任期にも選出済。  | 27 | 1950年11月27日 – 1957年1月3日 | 民主党 | アール・C・クレメンツ | 33 | 81 |
| 34 | ヴァージル・チャップマン | 民主党 | 1949年1月3日 – 1951年3月8日 | 1948年選出 死去 | 28 | 82                                                                | 28 | 1950年11月27日 – 1957年1月3日 | 民主党 | アール・C・クレメンツ | 33 | 1950年選出 再選に失敗 |
| 空席 | 空席 | 空席 | 1951年3月8日 – 1951年3月19日 | | 28 | 82                                                                | 28 | 1950年11月27日 – 1957年1月3日 | 民主党 | アール・C・クレメンツ | 33 | 1950年選出 再選に失敗 |
| 35 | トマス・R・アンダーウッド | 民主党 | 1951年3月19日 – 1952年11月4日 | チャップマンの任期を引き継ぐため任命 再選に失敗 | 28 | 82                                                                | 28 | 1950年11月27日 – 1957年1月3日 | 民主党 | アール・C・クレメンツ | 33 | 1950年選出 再選に失敗 |
| 36 | ジョン・シャーマン・クーパー | 共和党 | 1952年11月5日 – 1955年1月3日 | チャップマンの任期を満了するため選出 再選に失敗 | 28 | 82                                                                | 28 | 1950年11月27日 – 1957年1月3日 | 民主党 | アール・C・クレメンツ | 33 | 1950年選出 再選に失敗 |
| 36 | ジョン・シャーマン・クーパー | 共和党 | 1952年11月5日 – 1955年1月3日 | チャップマンの任期を満了するため選出 再選に失敗 | 28 | 83                                                                | 28 | 1950年11月27日 – 1957年1月3日 | 民主党 | アール・C・クレメンツ | 33 | 1950年選出 再選に失敗 |
| 37 | アルバン・W・バークリー | 民主党 | 1955年1月3日 – 1956年4月30日 | 1954年選出 死去 | 29 | 84                                                                | 28 | 1950年11月27日 – 1957年1月3日 | 民主党 | アール・C・クレメンツ | 33 | 1950年選出 再選に失敗 |
| 空席 | 空席 | 空席 | 1956年4月30日 – 1956年6月21日 | | 29 | 84                                                                | 28 | 1950年11月27日 – 1957年1月3日 | 民主党 | アール・C・クレメンツ | 33 | 1950年選出 再選に失敗 |
| 38 | ロバート・ハンフリーズ | 民主党 | 1956年6月21日 – 1956年11月6日 | バークリーの任期を引き継ぐため任命 後継の資格取得時に引退 | 29 | 84                                                                | 28 | 1950年11月27日 – 1957年1月3日 | 民主党 | アール・C・クレメンツ | 33 | 1950年選出 再選に失敗 |
| 39 | ジョン・シャーマン・クーパー | 共和党 | 1956年11月7日 – 1973年1月3日 | バークリーの任期を満了するため選出 | 29 | 84                                                                | 28 | 1950年11月27日 – 1957年1月3日 | 民主党 | アール・C・クレメンツ | 33 | 1950年選出 再選に失敗 |
| 39 | ジョン・シャーマン・クーパー | 共和党 | 1956年11月7日 – 1973年1月3日 | バークリーの任期を満了するため選出 | 29 | 85                                                                | 29 | 1956年選出 | 1957年1月3日 – 1968年12月16日 | 共和党 | スラストン・モートン | 34 |
| 39 | ジョン・シャーマン・クーパー | 共和党 | 1956年11月7日 – 1973年1月3日 | バークリーの任期を満了するため選出 | 29 | 86                                                                | 29 | 1956年選出 | 1957年1月3日 – 1968年12月16日 | 共和党 | スラストン・モートン | 34 |
| 39 | ジョン・シャーマン・クーパー | 共和党 | 1956年11月7日 – 1973年1月3日 | 1960年再選 | 30 | 87                                                                | 29 | 1956年選出 | 1957年1月3日 – 1968年12月16日 | 共和党 | スラストン・モートン | 34 |
| 39 | ジョン・シャーマン・クーパー | 共和党 | 1956年11月7日 – 1973年1月3日 | 1960年再選 | 30 | 88                                                                | 30 | 1962年再選 引退,後継に議席を譲るため早期に辞職 | 1957年1月3日 – 1968年12月16日 | 共和党 | スラストン・モートン | 34 |
| 39 | ジョン・シャーマン・クーパー | 共和党 | 1956年11月7日 – 1973年1月3日 | 1960年再選 | 30 | 89                                                                | 30 | 1962年再選 引退,後継に議席を譲るため早期に辞職 | 1957年1月3日 – 1968年12月16日 | 共和党 | スラストン・モートン | 34 |
| 39 | ジョン・シャーマン・クーパー | 共和党 | 1956年11月7日 – 1973年1月3日 | 1966年再選 引退 | 31 | 90                                                                | 30 | 1962年再選 引退,後継に議席を譲るため早期に辞職 | 1957年1月3日 – 1968年12月16日 | 共和党 | スラストン・モートン | 34 |
| 39 | ジョン・シャーマン・クーパー | 共和党 | 1956年11月7日 – 1973年1月3日 | 1966年再選 引退 | 31 | 90                                                                | 30 | モートンの任期を引き継ぐため任命。任命時、次の任期に選出済 | 1968年12月17日 – 1974年12月27日 | 共和党 | マーロウ・クック | 35 |
| 39 | ジョン・シャーマン・クーパー | 共和党 | 1956年11月7日 – 1973年1月3日 | 1966年再選 引退 | 31 | 91                                                                | 31 | 1968年再選 再選に失敗,後継に議席を譲るため早期に辞職 | 1968年12月17日 – 1974年12月27日 | 共和党 | マーロウ・クック | 35 |
| 39 | ジョン・シャーマン・クーパー | 共和党 | 1956年11月7日 – 1973年1月3日 | 1966年再選 引退 | 31 | 92                                                                | 31 | 1968年再選 再選に失敗,後継に議席を譲るため早期に辞職 | 1968年12月17日 – 1974年12月27日 | 共和党 | マーロウ・クック | 35 |
| 40 | ウォルター・ハドルストン | 民主党 | 1973年1月3日 – 1985年1月3日 | 1972年選出 | 32 | 93                                                                | 31 | 1968年再選 再選に失敗,後継に議席を譲るため早期に辞職 | 1968年12月17日 – 1974年12月27日 | 共和党 | マーロウ・クック | 35 |
| 40 | ウォルター・ハドルストン | 民主党 | 1973年1月3日 – 1985年1月3日 | 1972年選出 | 32 | 93                                                                | 31 | クックの任期を満了するため任命。任命時、次の任期に選出済。 | 1974年12月28日 – 1999年1月3日 | 民主党 | ウェンデル・H・フォード | 36 |
| 40 | ウォルター・ハドルストン | 民主党 | 1973年1月3日 – 1985年1月3日 | 1972年選出 | 32 | 94                                                                | 32 | 1974年選出 | 1974年12月28日 – 1999年1月3日 | 民主党 | ウェンデル・H・フォード | 36 |
| 40 | ウォルター・ハドルストン | 民主党 | 1973年1月3日 – 1985年1月3日 | 1972年選出 | 32 | 95                                                                | 32 | 1974年選出 | 1974年12月28日 – 1999年1月3日 | 民主党 | ウェンデル・H・フォード | 36 |
| 40 | ウォルター・ハドルストン | 民主党 | 1973年1月3日 – 1985年1月3日 | 1978年再選 再選に失敗 | 33 | 96                                                                | 32 | 1974年選出 | 1974年12月28日 – 1999年1月3日 | 民主党 | ウェンデル・H・フォード | 36 |
| 40 | ウォルター・ハドルストン | 民主党 | 1973年1月3日 – 1985年1月3日 | 1978年再選 再選に失敗 | 33 | 97                                                                | 33 | 1980年再選 | 1974年12月28日 – 1999年1月3日 | 民主党 | ウェンデル・H・フォード | 36 |
| 40 | ウォルター・ハドルストン | 民主党 | 1973年1月3日 – 1985年1月3日 | 1978年再選 再選に失敗 | 33 | 98                                                                | 33 | 1980年再選 | 1974年12月28日 – 1999年1月3日 | 民主党 | ウェンデル・H・フォード | 36 |
| 41 | ミッチ・マコーネル | 共和党 | 1985年1月3日 – 現職 | 1984年選出 | 34 | 99                                                                | 33 | 1980年再選 | 1974年12月28日 – 1999年1月3日 | 民主党 | ウェンデル・H・フォード | 36 |
| 41 | ミッチ・マコーネル | 共和党 | 1985年1月3日 – 現職 | 1984年選出 | 34 | 100                                                               | 34 | 1986年再選 | 1974年12月28日 – 1999年1月3日 | 民主党 | ウェンデル・H・フォード | 36 |
| 41 | ミッチ・マコーネル | 共和党 | 1985年1月3日 – 現職 | 1984年選出 | 34 | 101                                                               | 34 | 1986年再選 | 1974年12月28日 – 1999年1月3日 | 民主党 | ウェンデル・H・フォード | 36 |
| 41 | ミッチ・マコーネル | 共和党 | 1985年1月3日 – 現職 | 1990年再選 | 35 | 102                                                               | 34 | 1986年再選 | 1974年12月28日 – 1999年1月3日 | 民主党 | ウェンデル・H・フォード | 36 |
| 41 | ミッチ・マコーネル | 共和党 | 1985年1月3日 – 現職 | 1990年再選 | 35 | 103                                                               | 35 | 1992年再選 引退 | 1974年12月28日 – 1999年1月3日 | 民主党 | ウェンデル・H・フォード | 36 |
| 41 | ミッチ・マコーネル | 共和党 | 1985年1月3日 – 現職 | 1990年再選 | 35 | 104                                                               | 35 | 1992年再選 引退 | 1974年12月28日 – 1999年1月3日 | 民主党 | ウェンデル・H・フォード | 36 |
| 41 | ミッチ・マコーネル | 共和党 | 1985年1月3日 – 現職 | 1996年再選 | 36 | 105                                                               | 35 | 1992年再選 引退 | 1974年12月28日 – 1999年1月3日 | 民主党 | ウェンデル・H・フォード | 36 |
| 41 | ミッチ・マコーネル | 共和党 | 1985年1月3日 – 現職 | 1996年再選 | 36 | 106                                                               | 36 | 1998年選出 | 1999年1月3日 – 2011年1月3日 | 共和党 | ジム・バニング | 37 |
| 41 | ミッチ・マコーネル | 共和党 | 1985年1月3日 – 現職 | 1996年再選 | 36 | 107                                                               | 36 | 1998年選出 | 1999年1月3日 – 2011年1月3日 | 共和党 | ジム・バニング | 37 |
| 41 | ミッチ・マコーネル | 共和党 | 1985年1月3日 – 現職 | 2002年再選 | 37 | 108                                                               | 36 | 1998年選出 | 1999年1月3日 – 2011年1月3日 | 共和党 | ジム・バニング | 37 |
| 41 | ミッチ・マコーネル | 共和党 | 1985年1月3日 – 現職 | 2002年再選 | 37 | 109                                                               | 37 | 2004年再選 引退 | 1999年1月3日 – 2011年1月3日 | 共和党 | ジム・バニング | 37 |
| 41 | ミッチ・マコーネル | 共和党 | 1985年1月3日 – 現職 | 2002年再選 | 37 | 110                                                               | 37 | 2004年再選 引退 | 1999年1月3日 – 2011年1月3日 | 共和党 | ジム・バニング | 37 |
| 41 | ミッチ・マコーネル | 共和党 | 1985年1月3日 – 現職 | 2008年再選 | 38 | 111                                                               | 37 | 2004年再選 引退 | 1999年1月3日 – 2011年1月3日 | 共和党 | ジム・バニング | 37 |
| 41 | ミッチ・マコーネル | 共和党 | 1985年1月3日 – 現職 | 2008年再選 | 38 | 112                                                               | 38 | 2010年選出 | 2011年1月3日 – 現職 | 共和党 | ランド・ポール | 38 |
| 41 | ミッチ・マコーネル | 共和党 | 1985年1月3日 – 現職 | 2008年再選 | 38 | 113                                                               | 38 | 2010年選出 | 2011年1月3日 – 現職 | 共和党 | ランド・ポール | 38 |
| 41 | ミッチ・マコーネル | 共和党 | 1985年1月3日 – 現職 | 2014年再選 | 39 | 114                                                               | 38 | 2010年選出 | 2011年1月3日 – 現職 | 共和党 | ランド・ポール | 38 |
| 41 | ミッチ・マコーネル | 共和党 | 1985年1月3日 – 現職 | 2014年再選 | 39 | 115                                                               | 39 | 2016年再選 | 2011年1月3日 – 現職 | 共和党 | ランド・ポール | 38 |
| 41 | ミッチ・マコーネル | 共和党 | 1985年1月3日 – 現職 | 2014年再選 | 39 | 116                                                               | 39 | 2016年再選 | 2011年1月3日 – 現職 | 共和党 | ランド・ポール | 38 |
| 41 | ミッチ・マコーネル | 共和党 | 1985年1月3日 – 現職 | 2020年再選 | 40 | 117                                                               | 39 | 2016年再選 | 2011年1月3日 – 現職 | 共和党 | ランド・ポール | 38 |
| 41 | ミッチ・マコーネル | 共和党 | 1985年1月3日 – 現職 | 2020年再選 | 40 | 118                                                               | 40 | 2022年改選予定 | 2022年改選予定 | 2022年改選予定 | 2022年改選予定 | 2022年改選予定 |
| 41 | ミッチ・マコーネル | 共和党 | 1985年1月3日 – 現職 | 2020年再選 | 40 | 119                                                               | 40 | 2022年改選予定 | 2022年改選予定 | 2022年改選予定 | 2022年改選予定 | 2022年改選予定 |
| 2026年改選予定 | 2026年改選予定 | 2026年改選予定 | 2026年改選予定 | 2026年改選予定 | 41 | 120                                                               | 40 | 2022年改選予定 | 2022年改選予定 | 2022年改選予定 | 2022年改選予定 | 2022年改選予定 |
| # | 氏名 | 所属政党 | 在職期間 | 選挙歴 | 任 期 |                                                                   | 任 期 | 選挙歴 | 在職期間 | 所属政党 | 氏名 | # |
| 第2部 | 第2部 | 第2部 | 第2部 | 第2部 | 第2部 | 第3部                                                             | 第3部 | 第3部 | 第3部 | 第3部 | 第3部 | |

## 参照
1. ↑  Byrd, p. 110.
2. 1 2 3  Byrd, p. 112.
3. ↑  Kleber, John E.. The Kentucky Encyclopedia. p. 558
4. ↑  “MANY VOTES TO ELECT”. The New York Times. (1902年1月16日). p. 3
5. ↑  Schiller, Wendy J.; Stewart III, Charles (2015). Electing the Senate: Indirect Democracy before the Seventeenth Amendment. Princeton University Press. p. 35-36
6. ↑  Tribune Almanac (1909), p. 315.